# 久野重勝
久野 重勝（ひさの しげかつ）は、戦国時代から安土桃山時代にかけての武将。黒田氏の家臣。黒田二十四騎の一人。曽孫に筑前国福岡藩大老の黒田一貫がいる。

## 生涯
天文14年（1545年）、播磨国金釣瓶城主・久野重誠の子として誕生。
三木城主・別所安治の侵攻を受け、小寺則職を頼って御着へ一族で移住する。永禄12年（1569年）、父・重誠と共に黒田職隆に仕え、同年の青山・土器山の戦いでは一の先手を務めた。その際、父・重誠が深手を負い、重勝が家督を継承する。
天正5年（1577年）に英賀合戦・高倉山城攻め・上月城攻めに従軍し、戦功を挙げた。天正6年（1578年）11月、黒田孝高が荒木村重により有岡城に幽閉されていた時点では家老となっている。その後、天正8年（1580年）の三木合戦、天正9年（1581年）の長水山城攻め、天正10年（1582年）の山崎の戦い、天正11年（1583年）の賤ヶ岳の戦いにも孝高に従って出陣した。
天正14年（1586年）からの九州平定の際にも孝高に従って豊前国・筑前国に渡り、小倉城攻め・宇留津城攻め・高祖城攻めに当たる。高祖城を攻めた際には鴾毛の馬にまたがって一番駆けをし、それを目にした高祖城主・原田信種は驚いて降参したとされ、豊臣秀吉からも感嘆されたという。平定後は、戦乱で荒廃した博多の復興計画に当たった。天正15年（1587年）、黒田家の豊前入国に対する国人一揆においては、黒田長政に従って鎮圧に向かい、大畑城攻めでは新納外記を討ち取った。
天正16年（1588年）に6,000石を与えられる。天正18年（1590年）の小田原征伐では孝高に従って陣役を務める。天正19年（1591年）の名護屋城築城の際には、定まらずにいた諸大名の陣屋割りを小銭を用いた説明で解決させた。天正20年（1592年）4月、文禄の役により朝鮮へ渡り、6月12日に平壌城の戦いで歩哨に出ていた際、敵と遭遇し負傷しながらも相手を倒すが、翌6月13日、その際の傷が悪化して死去。享年48。

## その他
2014年、久野重勝が豊臣秀吉から拝領したといわれる、日本国内最古級のそろばんが発見された。大阪の老舗そろばんメーカー「雲州堂」が保管している。